# Canavalia raiateensis
Canavalia raiateensis är en ärtväxtart som beskrevs av John William Moore. Canavalia raiateensis ingår i släktet Canavalia och familjen ärtväxter. Inga underarter finns listade i Catalogue of Life.